# Banton (Insel)
Banton, englisch Banton Island, ist eine philippinische Insel im Norden der Sibuyansee. Sie liegt etwa 6 km nordöstlich der Insel Bantoncillo und 8 km nördlich von Simara.

## Geographie
Die Insel ist vulkanischen Ursprungs, dicht bewaldet und durchgängig hügelig. Der 596 m hohe Mount Ampongo, der höchste Punkt der Insel, liegt im Nordosten. Der Hauptort der Insel (Banton) liegt an deren Nordostküste.

## Verwaltung
Die Insel gehört mit einigen umliegenden Inseln zur Gemeinde Banton (Municipality of Banton) in der philippinischen Provinz Romblon.